# Waseca (Saskatchewan)
Waseca es un pueblo canadiense situado en la provincia de Saskatchewan.

## Superficie
Waseca tiene una superficie de 0,65 km².

## Demografía
En 2021, tenía 113 habitantes, una densidad poblacional de 174,6 hab./km², y 66 viviendas.